# Vincent Etcheto
Vincent Etcheto (Bayonne, 5 marzo 1969) è un ex rugbista a 15 e allenatore di rugby a 15 francese, attivo in carriera nel ruolo di mediano d'apertura. Nativo di Bayonne è stato sia giocatore che allenatore della locale squadra di rugby Bayonne.

## Biografia
Nato a Bayonne iniziò a praticare rugby nel Bayonne arrivando a giocare in prima squadra. Continuò la carriera con Racing Club e Bègles fino a ritirarsi nel 2002.
Nella vesti di allenatore, dopo un'esperienza in Italia alla guida del Leonessa, entrò a far parte della commissione tecnica del Bordeaux Bègles, guidata da Marc Delpoux, come responsabile trequarti. Ruolo che mantenne anche al cambio della guida tecnica con Raphaël Ibañez. Alla fine della stagione 2014-15, il presidente Laurent Marti lo ha rimosse dall'incarico suscitando polemiche.
Tornò al Bayonne militante in Pro D2. Alla prima stagione terminò la stagione regolare al secondo posto e centrò la promozione in Top 14 battendo in finale play-off Aurillac. Lasciò Bayonne nel 2019.
Nel frattempo durante la Coppa del Mondo di rugby 2015 divenne consulente sportivo per Canal+.
Ad ottobre 2020 si siede sulla panchina del SAXV Charente con il doppio ruolo di capo-allenatore e allenatore dell'attacco, in coppia con Mirco Bergamasco.